# Бёргефьелль (национальный парк)
Бёргефьелль (норв. Børgefjell nasjonalpark) — национальный парк в Норвегии, покрывающий территории площадью 1 447 км² в пределах фюльке Нурланн и Нур-Трёнделаг. Находится вблизи шведско-норвежской государственной границы.
Национальный парк был создан в 1963 году для охраны горного ландшафта с озёрами и реками в центральных районах страны. В растительном покрове преобладают сосновые леса, берёзовые редколесья и криволесья, заросли карликовой берёзы и ивы. В составе фауны: лось, росомаха, песец, волк, белая куропатка, гуси, утки, белая сова.